# Seyavash

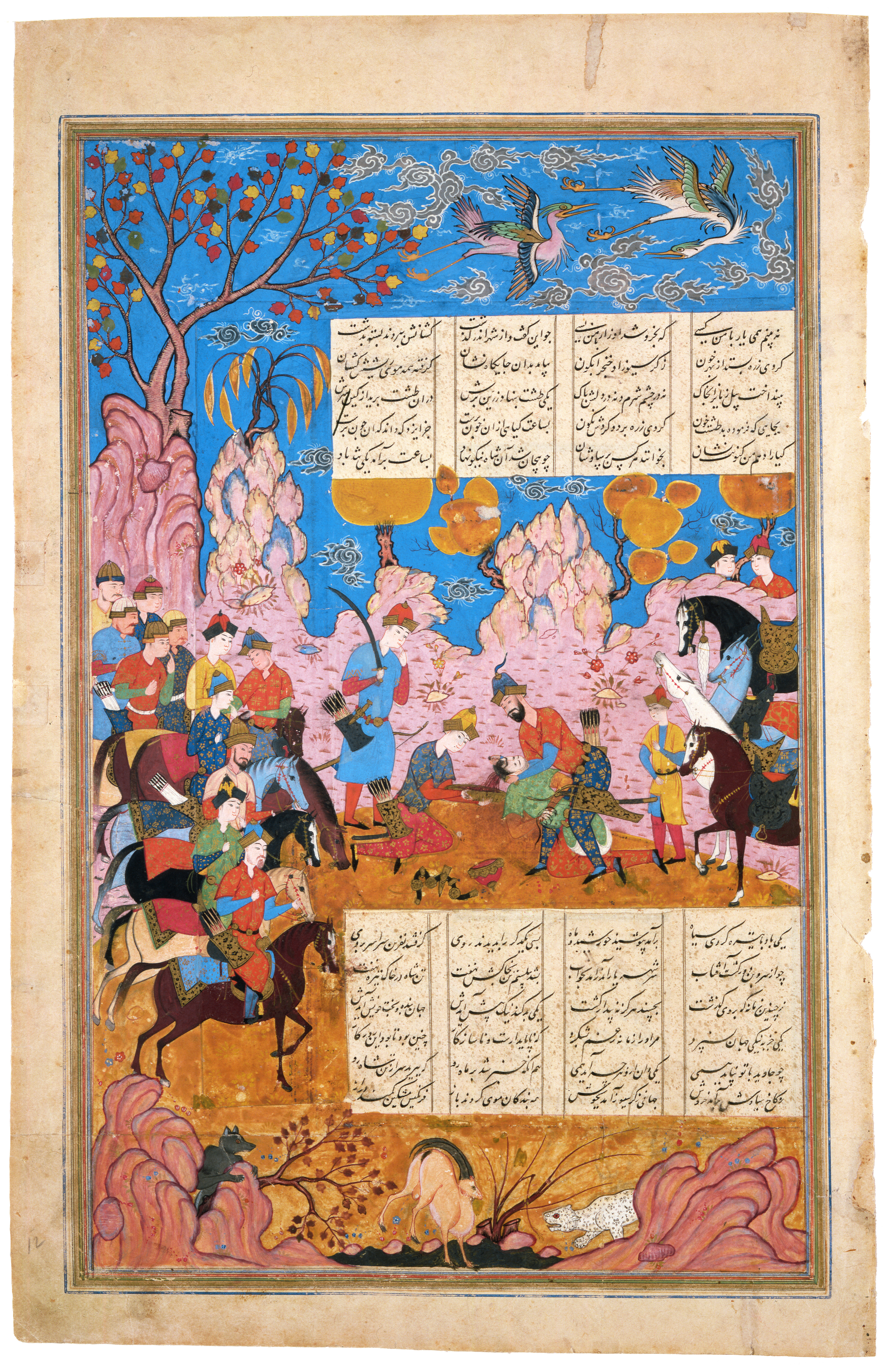
Seyavash wordt door Garsivaz en Gorui onthoofd

Seyavash is een personage uit de Shahnameh van Ferdowsi uit de 10e eeuw. Seyavash is de zoon van de Perzische sjah Kay Kavus en de kleindochter van Garsivaz. Seyavash is de vader van Kay Khosrow. Hij weerstaat de verleiding van Kavus' vrouw Sudabeh en huwt Farigis, de dochter van de Turaanse koning Afrasyab. Uiteindelijk laat Afrasyab hem onthoofden.

## Sudabeh
Tijdens een jacht vinden de Perzische edelen Tus en Giv in de struiken een mooi meisje, een kleindochter van de Turaanse Garsivaz en brengen haar naar sjah Kay Kavus. Kavus maakt haar tot zijn echtgenote en Seyavash is hun zoon. Rostam neemt de jongen mee naar Zavolestan, voedt hem op en brengt hem terug. Na acht jaar maakt Kavus zijn zoon heer van Kavarestan. Kavus' vrouw Sudabeh, de dochter van de koning van Hamaveran, nodigt Seyavash uit de harem te bezoeken. Tegen beter weten in gehoorzaamt hij zijn vader. Sudabeh zegt tegen Kavus dat ze haar dochter met Seyavash wil laten trouwen. Ze nodigt hem weer uit, toont hem de jonge vrouwen om haar heen en dringt zich aan hem op en scheurt haar jurk. Ze wil zijn vrouw worden als Kavus sterft. Om aan de valstrik te ontkomen kiest Seyavash haar dochter als bruid. Voor de derde maal laat Sudabeh hem roepen. Ze wil hem en anders zal ze Seyavash en Kavus ruïneren. Hij wil geen zonde begaan en zij wordt woedend, scheurt opnieuw haar jurk, krabt zich in het gezicht en gilt. Kavus rent naar haar toe en zij verklaart dat Seyavash haar wilde aanranden. Kavus ruikt aan Seyavash kleding dat hij haar niet heeft aangeraakt en gelooft in zijn onschuld, maar wil zijn vrouw niet straffen. Zij wil Seyavash schaden als ze merkt dat Kavus nu een afkeer van haar heeft. Ze kent een heks, die zwanger is van een tweeling en laat haar een drank drinken, zodat de kinderen te vroeg en dood geboren worden. Dan doet Sudabeh of de kinderen van haar zijn en door Seyavash' schuld zijn gestorven. Astrologen vertellen de sjah dat de kinderen echter niet van Sudabeh en Kavus zijn. Kavus laat de echte moeder opsporen, maar die wil niets los laten. Kavus besluit tot de vuurproef. Er worden twee bergen hout opgestapeld met een nauwe doorgang er tussen. Seyavash rijdt in het wit gekleed op zijn zwarte paard door de vlammen, die hem niet verbranden. Kavus zet hem een gouden kroon op het hoofd. Als Kavus zijn vrouw wil laten ophangen, vraagt Seyavash haar te vergeven. Sudabeh blijft boos op hem.

## Afrasyab en Farigis
Afrasyab, de koning van Turan, bedreigt met honderdduizend Turkse ruiters de grenzen van Iran. Seyavash biedt zich aan om het Perzische leger van twaalfduizend ruiters en twaalfduizend infanteristen te leiden. Samen met Rostam voert hij het leger naar Balkh. Aan de andere zijde zijn Garsivaz (Afrasyabs broer), Barman en Sepahram de bevelhebbers. Seyavash neemt Balkh in en Garsivaz vlucht naar Afrasyab. Door een nachtmerrie ziet Afrasyab af van verdere oorlogvoering. Garsivaz komt met geschenken naar Balkh en Seyavash vraagt om honderd gijzelaars, die familieleden van Afrasyab moeten zijn. Afrasyab gaat akkoord en trekt zijn leger terug uit Bokhara, Soghd, Samarkand, Chaj en Sepanjab. Rostam brengt het nieuws naar Kavus, maar die is woedend. Kavus had Afrasyab willen verslaan en stuurt Tus als nieuwe legeraanvoerder. Seyavash stuurt Zangeh met de gijzelaars terug naar Afrasyab en geeft de leiding over aan Bahran, die moet wachten op Tus. Zelf wil Seyavash zich in een ver land terug trekken. Zangeh laat hem weten dat hij in Turan kan blijven. Piran, de vizier van Afrasyab en heer van Khotan, begeleidt hem naar Gang, waar de Turkse koning hof houdt. Ze spelen er polo, Seyavash toont zijn talenten als boogschutter en hij krijgt een eigen paleis. Na een jaar adviseert Piran de mooiste van Afrasyabs drie dochters, Farigis, te trouwen. Het huwelijk vindt plaats en Afrasyab maakt Seyavash heer van de landen, die tot de Chinese Zee reiken. Seyavash weet wat de toekomst zal brengen.

## Garsivaz
In Khorram-e Bahar (De vreugde van de Lente) bouwt Seyavash zijn stad, Seyavashgerd. Garsivaz bezoekt de stad en daagt hem uit tot een 'vriendschappelijke' wedstrijd. Seyavash overwint Gorui en Damur, die het samen tegen hem opnemen. Garsivaz is beledigd en belastert hem bij Afrasyab. Afrasyab stuurt Garsivaz met een uitnodiging naar Seyavash. Garsivaz vertelt aan Seyavash hoe Afrasyab eerder zijn eigen broer Aghriras doodde en nu boos is geworden op Seyavash. Garsivaz adviseert hem niet naar Afrasyab te gaan. Seyavash gelooft hem en stuurt een brief met het excuus, dat Farigis te ziek is om te reizen. Op zijn beurt verzint Garsivaz dat Seyavash plannen smeedt tegen Afrasyab en die rukt met zijn leger tegen Seyavashgerd op. Farigis is vijf maanden zwanger van Kay Khosrow en Seyavash voorspelt haar wat er zal gebeuren. De legers trekken tegen elkaar op, de duizend Perzische krijgers worden gedood en Seyavash wordt gebonden en met een juk op de schouders naar de stad geleid. Afrasyab wil hem laten onthoofden en Pilsom, Pirans broer probeert hem nog op andere gedachten te brengen. Garsivaz en Gorui onthoofden Seyavash en Afrasyab staat op het punt ook zijn zwangere dochter om het leven te brengen als Piran arriveert. Afrasyab staat Piran toe haar naar zijn kasteel in Khotan te brengen, waar zij bevalt van Kay Khosrow.